# 臺南市私立明達高級中學
臺南市私立明達高級中學，簡稱明達高中，是一所位於中華民國臺南市鹽水區的私立完全中學，於1963年創立，現任校長為蔡忠昌校長。

## 行政單位
- 校　長  蔡忠昌校長
- 學務處 林育男主任
  - 生輔組長  洪世峰組長
  - 訓育組長  林育男組長
  - 體衛組長  楊玉桃組長
  - 職    員  翁慧妙小姐
- 教務處  李俊賢主任
  - 註冊組長  張堯勛組長
  - 資訊組長  陳嘉振組長
  - 職    員  蔡依岑小姐
- 總務處  王鵬欽主任
  - 文書組長  莊伊麗組長
  - 庶務組長  翁登現組長
- 輔導室  顏欣怡主任
  - 輔導組長  陳志遠組長
  - 認輔老師  蕭錦源老師
  - 認輔老師  呂淑棻老師
  - 人事室  林素蓮主任
  - 圖書館  顏欣怡主任
  - 會計室  蘇彥慈主任

## 辦學理念
1. 以全人教育為核心，有明確教育理念與辦學方針。
(1)強調科技人文並重，品德齊進的辦學理念。
(2)重視生活教育，落實有教無類的精神，照顧每一個學生。
(3)尊重教學自主，提升教學品質與專業。
(4)重視學習活動，建構多元智慧的學習環境。
(5)倡導關懷並容，塑造溫馨和諧的校園。
2. 以「學生第一，家長至上」的態度，以服務領導，適性發展，多元智慧創新卓越的理念，堅持認真負責的態度，與全體教職員工生擕手合作，以有效能的團隊推動校務，塑造優質學風。

## 歷史
- 1963年由陳梓盤先生集資創設。
- 1966年由蔡天再先生負責改組，組成董事會。董事會決議聘蔡天再先生繼任校長。
- 1968年增設高中部。
- 1972年擴大招生，招收初一新生四班。
- 1986年高、初中啦啦隊參加台南縣廣場啦啦隊比賽獲得雙料冠軍。
- 1988年高中參加全省理化、地球科學競賽獲省亞軍、文藝競賽全體國中書法第二名、西畫第三名。
- 1991年~2000年建置廁所乙棟、視聽大樓乙棟、物理實驗室，增建三樓圖書館、學生宿舍，開闢電腦教室。
- 2000年由蔡忠昌校長接任蔡天再為校長。
- 2001年教室全面冷氣設備。
- 2002年修築停車場與充實電腦設備、實驗儀器並開闢醫護室。
- 2003年增蓋新式男生廁所乙棟，改建活動中心、餐廳、福利社。
- 2004年增建中庭運動廣場，並添購語言教學設備。
- 2005年擴建校門及通道圓環，並設立語言教室。
- 2006年籃球、排球場全面更新。語言教室加裝電腦設備。
- 2007年校園圍牆整建及校門口藝術候車亭設立，並開闢校園思園景觀。
- 2008年中興大樓一、二樓教室及廁所地面更新磁磚及鋁門窗。並於校門口裝設電子看版

## 每年例行活動
- 12月英文歌唱比賽
- 1～2月新春聯歡（歲末聯歡）活動
- 4月校慶運動會
- 6月畢業典禮

## 外部連結
- 臺南市私立明達高級中學 （页面存档备份，存于）